# Kepunduhan
Kepunduhan is een bestuurslaag in het regentschap Tegal van de provincie Midden-Java, Indonesië. Kepunduhan telt 2310 inwoners (volkstelling 2010).